# Saltillo (letra)
El saltillo (Ꞌ, ꞌ) es una letra del alfabeto latino que es utilizada en diferentes idiomas, particularmente en lenguas indígenas de México (tlapaneco, triqui, mixteco, entre otras) y en transliteraciones del árabe y el hebreo, para escribir la consonante oclusiva glotal, también conocida en México con el nombre de «saltillo». Es un signo diferente del apóstrofo (') y de la ʻokina (ʻ), que también se emplean para representar la oclusiva glotal en otras lenguas.

## Representación gráfica en informática
Esta letra tiene su representación Unicode:
- Mayúscula Ꞌ : U+A78B ;
- Minúscula ꞌ : U+A78C.